# CONCACAF Champions' Cup 1979
La CONCACAF Champions' Cup 1979 è stata la 15ª edizione della massima competizione calcistica per club centronordamericana, la CONCACAF Champions' Cup.

## Nord America
| Squadra 1   | Totale | Squadra 2             | Andata | Ritorno |
| ----------- | ------ | --------------------- | ------ | ------- |
| UANL Tigres | 3-0    | Soccer Universidad AC | 2-0    | 1-0     |

## Centro America
| Squadra 1          | Totale | Squadra 2          | Andata | Ritorno |
| ------------------ | ------ | ------------------ | ------ | ------- |
| Club Deportivo FAS | w.o    | CSD Comunicaciones | w.o    |         |
| CS Cartaginés      | w.o    | Alianza FC         | w.o    |         |

### Secondo turno
| Squadra 1          | Totale | Squadra 2     | Andata | Ritorno |
| ------------------ | ------ | ------------- | ------ | ------- |
| Club Deportivo FAS | w.o    | CS Cartaginés | w.o    |         |

## Caraibi
Nota: altre squadre parteciparono al torneo ma si ignorano i loro risultati.

### Primo turno
| Squadra 1    | Totale | Squadra 2      | Andata | Ritorno |
| ------------ | ------ | -------------- | ------ | ------- |
| Jong Holland | w.o    | Arnett Gardens | w.o    |         |
| Santos       | w.o    | FC Don Bosco   | w.o    |         |

### Secondo turno
| Squadra 1    | Totale | Squadra 2 | Andata | Ritorno |
| ------------ | ------ | --------- | ------ | ------- |
| Jong Holland | w.o    | Santos    | w.o    |         |

- Jong Colombia  vinse il torneo.

## CONCACAF

### Semifinale
| Squadra 1   | Totale | Squadra 2 | Andata | Ritorno |
| ----------- | ------ | --------- | ------ | ------- |
| UANL Tigres | 0-1    | FAS       | 0-0    | 0-1     |

### Finale
| Squadra 1     | Totale | Squadra 2 | Andata | Ritorno |
| ------------- | ------ | --------- | ------ | ------- |
| Jong Colombia | 2-8    | FAS       | 1-1    | 1-7     |

## Campione
| CONCACAF Champions' Cup 1979 Club Deportivo FAS Primo titolo |

## Fonti
- RSSSF Site, su rsssf.com.